# Titularbistum Empúries
Das Titularbistum Empúries (lateinisch Emporitanus) ist ein Titularbistum der römisch-katholischen Kirche.
Es geht zurück auf das seit dem 4. oder 5. Jahrhundert bestehende Bistum Empúries mit Sitz in der gleichnamigen Stadt in der heutigen katalanischen Provinz Girona im Nordosten Spaniens. Seit der arabischen Invasion im Jahr 711 liegen keine Quellen mehr über das Bistum vor.
Papst Franziskus stellte den Bischofssitz im Februar 2018 als Titularsitz wieder her. Im Oktober 2020 wurde er erstmals vergeben.
| Titularbischöfe von Empúries |                         |                                    |                 |     |
| Nr.                          | Name                    | Amt                                | von             | bis |
| 1                            | Javier Vilanova Pellisa | Weihbischof in Barcelona (Spanien) | 6. Oktober 2020 |     |